# Grahamia
Grahamia is een geslacht van succulente planten uit de familie Anacampserotaceae. Het geslacht telt een soort die voorkomt in Argentinië.

## Soorten
- Grahamia bracteata Gillies ex Hook. & Arn.